# Djedhoteprê Dedoumes
Djedhoteprê Dedoumes Ier est un roi de la XIIIe dynastie.

## Attestations
Djedhoteprê Dedoumes est mentionné sur une stèle trouvée en juillet 1908 dans la partie sud du tell d'Edfou. La stèle appartient à un Fils du roi et commandant Khonsouemouaset. On ne sait pas si ce dernier était bien le fils du roi ou si le fils du roi n'est ici que le titre, qui n'était pas nécessairement réservé aux véritables enfants d'un roi.
Un certain nombre d'objets désignent un roi Dedoumes, mais sans fournir le nom de Nesout-bity, il est difficile de décider à quel Dedoumes ils appartiennent. Par exemple, une stèle d'un Harsekher, officiel d'Edfou déclare que le Fils du roi Harsekher, Fils du Fils du roi Sobekhotep est apparenté à un roi Dedoumes, qu'Aidan Mark Dodson et Dyan Hilton identifient comme Djedhoteprê Dedoumes Ier.

## Position chronologique
Un roi dont le nom finit par -mes est attesté sur le Canon royal de Turin, position 8.13. Ainsi, Djedhoteprê Dedoumes est souvent vu comme ce roi. Il est donc placé en fin de XIIIe dynastie par Jürgen von Beckerath et Claude Vandersleyen, en tant que roi identique à Djedneferrê Dedoumes. Siesse le place également à la XIIIe dynastie mais en tant que roi différent de Djedneferrê Dedoumes qu'il place dans la XVIe dynastie. Enfin, Kim Steven Bardrum Ryholt place Djedhoteprê Dedoumes dans la XVIe dynastie, en même temps qu'il y place Djedneferrê Dedoumes.